# Cristinia sonorae
Cristinia sonorae är en svampart som beskrevs av Nakasone & Gilb. 1978. Cristinia sonorae ingår i släktet Cristinia och familjen Stephanosporaceae.   Inga underarter finns listade i Catalogue of Life.